# Повелл (округ, Кентуккі)
Шаблон:StateAbbr_ 37°50′ пн. ш. 83°50′ зх. д. / 37.83° пн. ш. 83.83° зх. д.
Округ  Повелл (англ. Powell County) — округ (графство) у штаті  Кентуккі, США. Ідентифікатор округу 21197.

## Історія
Округ утворений 1852 року.

## Демографія
За даними перепису 
2000 року 
загальне населення округу становило 13237 осіб, зокрема міського населення було 3077, а сільського — 10160.
Серед мешканців округу чоловіків було 6597, а жінок — 6640. В окрузі було 5044 домогосподарства, 3784 родин, які мешкали в 5526 будинках.
Середній розмір родини становив 3,02.
Віковий розподіл населення поданий у таблиці:
| Стать    | До 15 років | 15-21 | 22-29 | 30-39 | 40-49 | 50-65 | 65-85 | Понад 85 |
| -------- | ----------- | ----- | ----- | ----- | ----- | ----- | ----- | -------- |
| Чоловіки | 1500        | 721   | 718   | 1020  | 983   | 1037  | 576   | 42       |
| Жінки    | 1347        | 674   | 741   | 1000  | 1012  | 1082  | 677   | 107      |

## Суміжні округи
- Монтгомері — північ
- Меніфі — північний схід
- Вулф — південний схід
- Лі — південь
- Естілл — південний захід
- Кларк — північний захід

## Виноски
1. ↑  U.S. Decennial Census. United States Census Bureau. Процитовано 19 серпня 2014.
2. ↑  Historical Census Browser. University of Virginia Library. Архів оригіналу за 11 серпня 2012. Процитовано 19 серпня 2014.
3. ↑  Population of Counties by Decennial Census: 1900 to 1990. United States Census Bureau. Процитовано 19 серпня 2014.
4. ↑  Census 2000 PHC-T-4. Ranking Tables for Counties: 1990 and 2000 (PDF). United States Census Bureau. Процитовано 19 серпня 2014.
5. ↑  State & County QuickFacts. United States Census Bureau. Архів оригіналу за 7 червня 2011. Процитовано 6 березня 2014.(англ.) Наведено за англійською вікіпедією.
6. ↑  American FactFinder. Бюро перепису населення США. Архів оригіналу за 26 лютого 2012. Процитовано 31 січня 2008.

| США | Це незавершена стаття з географії США. Ви можете допомогти проєкту, виправивши або дописавши її. |